# Poseidon (film, 2006)
Poseidon je ameriški triler iz leta 2006, ki ga je režiral in produciral Wolfgang Petersen. Gre za tretjo filmsko priredbo romana Paula Gallicoa. Film je posnet na podlagi istoimenskega filma iz leta 1972. V filmu igrajo Kurt Russell, Josh Lucas, Richard Dreyfuss, Emmy Rossum, Jacinda Barrett, Mike Vogel, Jimmy Bennett in Andre Braugher. Film je izdelal in distributiral Warner Bros v sodelovanju z Virtual Studios. Film je bil hkrati objavljen v formatu IMAX. Izdan je bil 12. maja 2006 in nominiran za 79. oskarja za najboljše vizualne učinke.  

## Vsebina
RMS Poseidon, luksuzna čezoceanska ladja, pluje čez ocean. Nekdanji župan New Yorka in gasilec Robert Ramsey (Kurt Russell) s hčerko Jennifer (Emmy Rossum) in njenim zaročencem Christianom (Mike Vogel) potuje v New York. Na krovu so tudi nekdanji podmorničar mornarice, ki je postal profesionalni igralec iger na srečo, Dylan Johns (Josh Lucas), arhitekt Richard Nelson (Richard Dreyfuss), Maggie James (Jacinda Barrett) in njen sin Conor (Jimmy Bennett), potnica Elena (Mía Maestro) in natakar Marco Valentin (Freddy Rodriguez).
Medtem ko se potniki zabavajo na silvestrovanju po prostorih ladje, častniki z ladijskega mostu opazijo ogromen morski val, ki drvi proti ladji. Da bi se mu izognili, z ladjo poskušajo zaviti ostro v desno, da bi z ostrim delom premca zadela val, vendar se ne obrne dovolj hitro in val zadene ladjo. Val prevrne ladjo in preplavi številne prostore na krovu ter pri tem ubije vse častnike na ladijskem mostu skupaj s številnimi potniki in drugimi člani posadke. Ko se Poseidon dokončno obrne, v dvorani hudo poškodovan kapitan ladje, kapitan Bradford (Andre Braugher), poskuša vzpostaviti red in preživelim potnikom zagotovi, da je pomoč na poti ter jih skuša prepričati, da ostanejo na mestih dvorane. Dylan brez prepričanja pripelje Conorja, Maggie, Roberta, Richarda in Valentina, da se odpravijo proti premcu, kjer verjame, da bodo imeli najboljše možnosti za pobeg iz prevrnjene ladje.
Ko se odpravijo navzgor, morajo prečkati jašek dvigala, v katerega Valentin pade, preden ga padajoče dvigalo ubije. Jennifer, Christian, Elena in kockar Lucky Larry (Kevin Dillon), ki so bili vsi v nočnem klubu na ladji, postanejo edini preživeli od vseh prebivalcev nočnega kluba. Skupina prečka improvizirani most čez avlo, kjer Luckyja Larryja ubije eden od strojev ladijskega motorja, ki pade iz strojnice. Pritisk vode razbije okna plesne dvorane in ljudi, med katerimi je tudi kapitan Bradford, utopijo v ladijski dvorani. Ko voda hitro narašča, je skupina prisiljena pobegniti skozi zračni kanal in nekaj balastnih rezervoarjev, čeprav Elena zadene glavo pod vodo in se zaradi tega utopi.
Medtem ko ladja počasi tone, se preživeli kmalu znajdejo v salonu posadke, kjer ugotovijo, da je premčni del poplavljen, dokler ga eksplozija strojnice ne dvigne iz vode. Skupina vstopi v sobo s premčnimi potisniki in z grozo ugotovi, da potisniki še vedno tečejo. Ko jim propelerji preprečijo pot in vedoč, da je nadzorna soba potopljena v vodo, Robert odplava, da ugasne motor. Ugotovi, da je stikalo za izklop pokvarjeno, vendar namesto tega pritisne gumb za vzvratno vožnjo, preden se utopi zaradi izgube kisika.
Ko se propelerji vrtijo v drugo smer, Dylan vanj vrže rezervoar za dušik, kar povzroči eksplozijo, ki uniči propeler in jim pusti odprtino za pobeg. Skupina skoči iz potiskača in zaplava do bližnjega napihljivega splava in ko vstopijo v splav, ladja začne toniti. Ko veslajo, valovi potiskajo splav vse dlje od potapljajoče se ladje. Preživeli gledajo, kako se Poseidon obrne na krmo, nato pa navpično potone v globine Atlantika. Potem ko preživeli sprožijo signalno raketo, prispeta dva reševalna helikopterja in več ladij, ki sta jih rešila, ko sta izsledila lokacijo Posejdonovega GPS-svetilnika.

## Vloge
- Kurt Russell kot Robert Ramsey
- Emmy Rossum kot Jennifer
- Mike Vogel kot Christian
- Josh Lucas kot Dylan Johns
- Richard Dreyfuss kot Richard Nelson
- Jacinda Barrett kot Maggie James
- Jimmy Bennett kot Conor
- Mía Maestro kot Mia
- Freddy Rodriguez kot Marco Valentin